# Michel Zunino
Pour les articles homonymes, voir Zunino.
Michel Zunino est un homme politique et résistant français, né le 12 juin 1889 à Toulon et mort le 26 avril 1958, à La Garde (Var).

## Biographie
Fils d'immigrés italiens, Michel Zunino doit interrompre ses études en 1906 pour reprendre le commerce de vins de son père, décédé. Mobilisé pendant la Première Guerre mondiale, il est blessé deux fois, mais survit au conflit qui lui a valu le grade de capitaine dans le corps de réserve.
Après sa démobilisation, il transfère le commerce familial à Marseille et le fait prospérer mais reste toutefois domicilié à Toulon. Après la crise de 1929, il devient producteur d'huiles et de graisses industrielles.

## Carrière politique
Membre de la Section française de l'Internationale ouvrière (SFIO), Michel Zunino est élu conseiller municipal de La Garde en 1929, puis maire en 1931. En 1934, il devient secrétaire de la Fédération départementale des municipalités socialistes. La même année, il est élu conseiller général, et devient vice-président de l'assemblée départementale un an plus tard. Il est aussi président du bureau de bienfaisance, de la caisse de Crédit agricole et de la coopératives de viticole communaux.
En 1934-1935, il participe activement au rapprochement entre socialistes et communistes.
En 1936, il est élu député du Front populaire. Il appartient à la commission parlementaire de la Marine marchande, à celle de la Marine de guerre, et à celle de l'agriculture.
Aux congrès socialistes de 1938 et 1939, Michel Zunino soutient la motion de Léon Blum. Le 10 juillet 1940, il vote contre les pleins pouvoirs à Philippe Pétain.
Il démissionne de son mandat de maire en 1941. Il s'engage dans la Résistance en 1942, appartenant au Front national, dont il devient président départemental en 1944.
Après la Libération, Michel Zunino quitte la SFIO. Il est réélu maire et conseiller général, en 1945, avec le soutien du Parti communiste français, auquel il adhère par la suite. Il retrouve son siège de député en 1945 sur la liste communiste.
Réélu conseiller général en 1949, il est battu par le candidat de la droite en 1955. Il est réélu député en 1946 et 1951, et ne se représente pas en 1956. Il conserve cependant son mandat de maire jusqu'à sa mort.
Michel Zunino a été l'unique député SFIO qui ait appartenu à la Chambre du Front populaire et qui ait rejoint le PCF après la Seconde Guerre mondiale.

## Distinctions
- Chevalier de la Légion d'honneur (5 novembre 1931)[2]
- Croix de guerre 1914–1918

À La Garde, une école maternelle et deux écoles primaires portent son nom.

### Sources et bibliographie
- Jean Maitron (dir.), Dictionnaire biographique du mouvement ouvrier français, éd. de l'Atelier, cédérom, 1997.
- Pierre Miquel, Les quatre-vingts, éd.Fayard, 1995, 330 p. (ISBN 978-2-21359-416-3).
- Jean Odin, Les Quatre-vingts, FeniXX réédition numérique, 1996, 232 p. (ISBN 978-2-40207-154-3)
- « Michel Zunino », dans le Dictionnaire des parlementaires français (1889-1940), sous la direction de Jean Jolly, PUF, 1960 [détail de l’édition].